# (19638) Johngenereid
(19638) Johngenereid (1999 RH57) – planetoida z pasa głównego asteroid okrążająca Słońce w ciągu 4,58 lat w średniej odległości 2,76 j.a. Odkryta 7 września 1999 roku.